# Janusz Kubicki (aktor)
Janusz Kubicki (ur. 27 maja 1931 w Inowrocławiu, zm. 26 listopada 2014 w Łodzi) – polski aktor, teatralny, filmowy i telewizyjny.

## Życiorys
W 1957 ukończył studia aktorskie na PWST w Łodzi. 29 września 1957 miał miejsce jego debiut teatralny. Zadebiutował rolą Mateo Dara w spektaklu Ciemności kryją ziemię Jerzego Andrzejewskiego w reż. Kazimierza Dejmka w Teatrze Nowym w Łodzi.
Podczas całej kariery aktorskiej występował na scenach łódzkich: Teatru Nowego (1957–1965 i 1976–1991) oraz Teatru Powszechnego (1965–1976 i 1991–1996). W 1996 przeszedł na emeryturę, ale nadal grywał na deskach łódzkiego Teatru Powszechnego.
Występował również w Teatrze Telewizji, m.in. w spektaklach: Czerwone i czarne Stendhala w reż. Romana Sykały (1968), Cienie Michaiła Sałtykowa-Szczedrina w reż. Zbigniewa Kuźmińskiego (1970), Henryk V Williama Szekspira w reż. Macieja Zenona Bordowicza (1970), Henryk VI na łowach Wojciecha Bogusławskiego w reż. Bogdana Baera (1981), Egzylia Jerzego Jesionowskiego w reż. Jerzego Hutka (1987) oraz w Sądzie nad Brzozowskim Grzegorza Królikiewicza jako Bobrowski (1992) i Ptaku Jerzego Szaniawskiego w reż. Marka Gracza jako radny Sylwester (1993).

## Życie prywatne
Był mężem aktorki Alicji Zommer. Ich syn, Maciej Kubicki, zajmuje się scenografią.

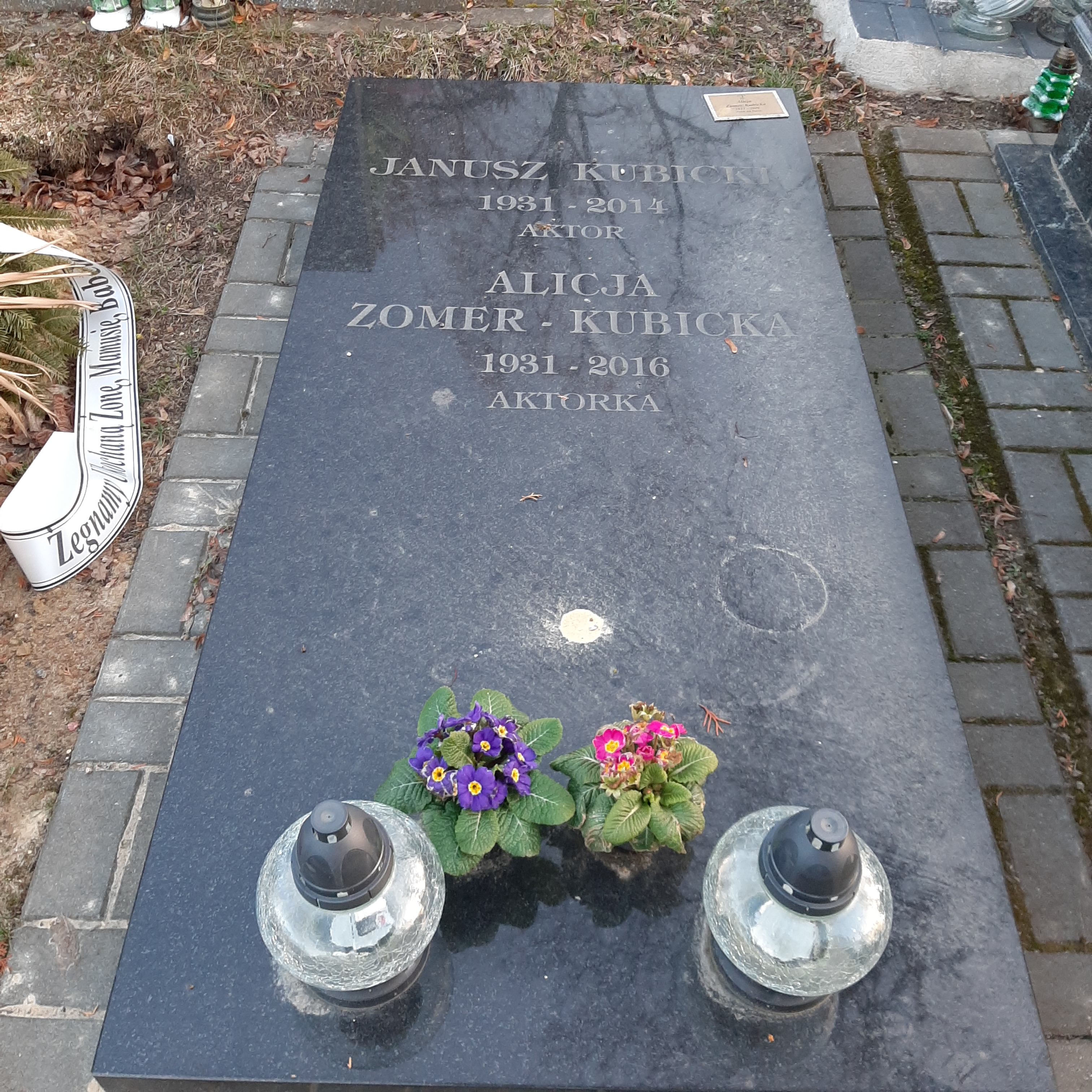
Grób aktorów Alicji Zommer-Kubickiej i Janusza Kubickiego na cmentarzu komunalnym na Dołach w Łodzi

## Występy sceniczne (wybór)
- W małym domku Tadeusza Rittnera w reż. Adama Daniewicza – doktor (1956)
- Człowiek i cień Eugeniusza Szwarca w reż. Marii Kaniewskiej – premier (1957)
- Ciemności kryją ziemię Jerzego Andrzejewskiego w reż. Kazimierza Dejmka – Mateo Dara (1957)
- Wizyta starszej pani Friedricha Dürrenmatta w reż. Kazimierza Dejmka – dziennikarz II, obywatel miasta Gullen (1958)
- Żywot Józefa Mikołaja Reja w reż. Kazimierza Dejmka – młodzieniec; wielbłąd (1958)
- Dwaj panicze z Werony Williama Szekspira w reż. Janusza Kłosińskiego – Walencjo (1958)
- Barbara Radziwiłłówna Alojzego Felińskiego w reż. Kazimierza Dejmka – poseł (1958)
- Akropolis Stanisława Wyspiańskiego w reż. Kazimierza Dejmka – strażnik (1959)
- Śmierć komiwojażera Arthura Millera w reż. Janusza Warmińskiego – Happy (1960)
- Hamlet Williama Szekspira w reż. Janusza Warmińskiego – Laertes, Rosenkranc (1960)
- Juliusz Cezar Williama Szekspira w reż. Kazimierza Dejmka – Treboniusz (1960)
- Opera za trzy grosze Bertolta Brechta w reż. Jakuba Rotbauma – Mackie Majcher (1961)
- Pan Damazy Józefa Blizińskiego w reż. Stanisława Łapińskiego – Seweryn (1961)
- Skandal w Hellbergu Jerzego Broszkiewicza w reż. Wojciecha Pilarskiego – Seweryn (1962)
- Cyrano de Bergerac Edmonda Rostanda w reż. Tadeusza Minca – baron Chrystian de Neuvillette (1963)
- Księżniczka Turandot Carlo Gozzi w reż. Józefa Grudy – Truffaldino (1963)
- Wieczny małżonek Fiodora Dostojewskiego w reż. Stanisława Brejdyganta – Aleksiej Wielczaninow (1964)
- Dziady Adama Mickiewicza w reż. Romana Sykały – guślarz; duch; diabeł II (1965)
- Życie Galileusza Bertolta Brechta w reż. Tadeusza Minca – Kardynał Bellarmin (1965)
- Klub kawalerów Michała Bałuckiego w reż. Jerzego Wróblewskiego – Nieśmiałowski (1967)
- Henryk V Williama Szekspira w reż. Macieja Zenona Bordowicza – Delfin (1970)
- Dobroczyńca Ireneusza Iredyńskiego w reż. Mirosława Szonerta – Laluś (1971)
- Król Lear Williama Szekspira w reż. Macieja Z. Bordowicza – Edmund (1971)
- Kotka na rozpalonym blaszanym dachu Tennessee Williamsa w reż. Jerzego Hoffmana – Brick (1972)
- Maria Izaaka Babla w reż. Mirosława Szonerta – Sergiusz Golicyn (1974)
- Szwejk Jaroslava Haška w reż. Janusza Zaorskiego – pułkownik Schreider; pułkownik Kraus (1974)
- Cień Wojciecha Młynarskiego w reż. Kazimierza Dejmka – Cezary Borgia (1977)
- Zemsta Aleksandra Fredry w reż. Kazimierza Dejmka – Papkin (1978)
- Opowieść zimowa Williama Szekspira w reż. Krystyny Skuszanki – czas; Autolik (1979)
- Pan Jowialski Aleksandra Fredry w reż. Jerzego Kreczmara – Janusz (1980)
- Miarka za miarkę Williama Szekspira w reż. Wandy Laskowskiej – Angelo (1982)
- Damy i huzary Aleksandra Fredry w reż. Ludwika Benoit – rotmistrz (1982)
- Terroryści Ireneusza Iredyńskiego w reż. Jana Bratkowskiego – minister (1982)
- Tango Sławomira Mrożka w reż. Wojciecha Pilarskiego – Stomil (1983)
- Rodzina Antoniego Słonimskiego w reż. Edwarda Dziewońskiego – Tomasz Lekcicki (1983)
- Pierwszy dzień wolności Leona Kruczkowskiego w reż. Wojciecha Pilarskiego – Anzelm (1984)
- Burza Williama Szekspira w reż. Jana Bratkowskiego – Antonio (1986)
- Dożywocie Aleksandra Fredry w reż. Ludwika Benoit – doktor Hugo (1989)
- Kordian Juliusza Słowackiego w reż. Jerzego Hutka – papież (1989)
- Ratuj się kto może Raya Cooneya w reż. Wojciecha Adamczyka – inspektor Throughton (1992)
- Miłość i gniew Johna Osborne’a w reż. Jerzego Schejbala – pułkownik Radfern (1992)
- Antygona Sofoklesa w reż. Macieja Korwina – Kreon (1993)
- Czarodziej z krainy Oz według Lymana Franka Bauma w reż. Janiny Niesobskiej – profesor Magus, czarodziej z krainy Oz (1996)
- Balladyna Juliusza Słowackiego w reż. Wojciecha Adamczyka – kanclerz (1998)
- Śluby panieńskie Aleksandra Fredry w reż. Marcina Sławińskiego – Jan (2005)

## Filmografia
- Gubernator (1965) – naukowiec Lara
- Śmierć w środkowym pokoju (1965) – żandarm
- Stawka większa niż życie (serial telewizyjny) (1968) – gestapowiec Fritz, brat Erika (odc. 2. Hotel Excelsior)
- Szklana kula (1972) – mężczyzna obserwujący egzamin Ireny do PWST
- Biohazard (1977) – doktor Berthold
- Lalka (serial telewizyjny) (1977) – żydowski licytant
- Palace Hotel (1977) – redaktor naczelny
- Życie na gorąco (serial telewizyjny) (1978) – jubiler Wron, mężczyzna podwożący Wormanna vel Ildmanna z granicy (odc. 1. Budapeszt)
- Ojciec królowej (1979) – minister de Croissy
- Vabank (1981) – aktor Turwid
- Vabank II, czyli riposta (1984) – aktor grający policjanta
- Skarga (1991) – prokurator
- Tu stoję... (1993) – prokurator przesłuchujący Jabłońskiego
- Koloss (1993) – sędzia
- Paradoks (2012) – Zygmunt Bakalarczyk (odc. 5)

## Odznaczenia i nagrody
- Złoty Krzyż Zasługi (1975)
- Odznaka Zasłużony Działacz Kultury (1967)
- Odznaka Honorowa Miasta Łodzi (1967)
- Nagroda wojewody łódzkiego (1996)